# Boreostemma

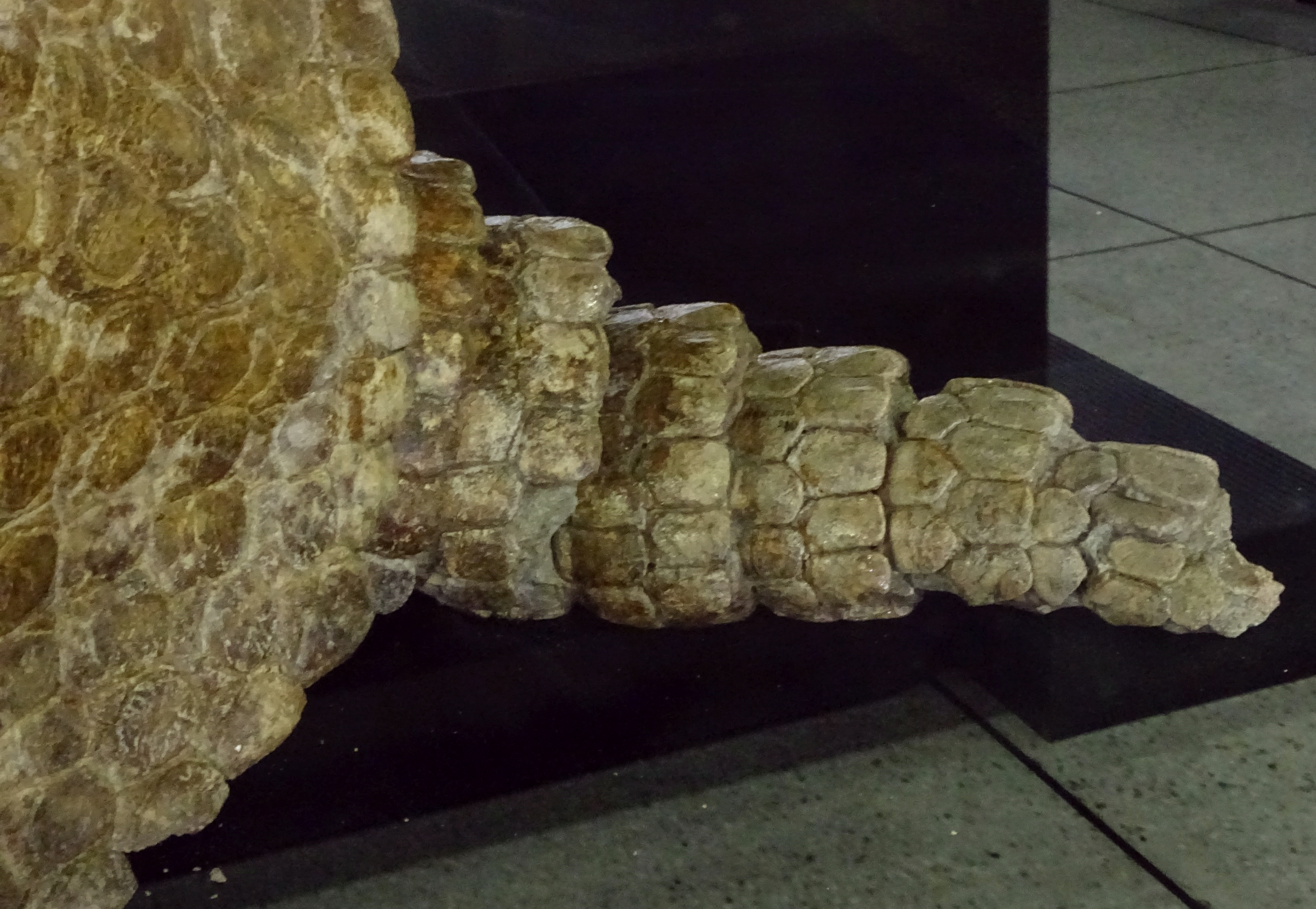
Detalle de cola de Boreostemma hallado en Honda, Colombia.

Boreostemma es un género extinto de gliptodontes, grandes mamíferos xenartros emparentados con los modernos armadillos con los que se incluyen en el orden Cingulata, caracterizados por la presencia de corazas óseas a lo largo de sus cuerpos, que vivieron en Suramérica y Norteamérica. Los gliptodontes, sin embargo, formaban una subfamilia diferenciada, ya que carecían de varias bandas móviles como sus parientes actuales, siendo éstas fusionadas en un caparazón más o menos rígido de pocas o ninguna banda en el dorso, además de presentar adaptaciones para la dieta herbívora como el acortamiento del cráneo, la aparición de espinas en el hueso malar para ayudar a sostener un músculo masetero de mayor tamaño y el desarrollo de molares altos especializados en la masticación de materia vegetal.

## Descubrimiento y clasificación
Boreostemma fue descrito en 2008 a partir de restos encontrados en el estado Falcón, en Venezuela, en la formación geológica Codore, cuyos depósitos datan del período Plioceno de la era Cenozoica. El análisis de Carlini et al., 2008 indicó que la nueva especie, que recibió el nombre específico de Boreostemma pliocena, era miembro de la subfamilia Glyptodontinae (que incluye al mejor conocido Glyptodon) y que era muy próxima a las especies de gliptodontes Asterostemma gigantea, A. venezuelensis y A. acostae, procedentes del Mioceno de Colombia y Venezuela, que eran vistas como miembros del género patagónico Asterostemma, que a su vez era relacionado con un grupo de gliptodóntidos primitivos del Oligoceno-Mioceno del Cono Sur, la subfamilia Propalaehoplophorinae; de la que se distinguen por diferencias en la ornamentación de los osteodermos que conformaban el caparazón y la escasez de los mismos en el dorso, que es más grueso y mayor que en Asterostemma y géneros similares; por lo tanto, la anterior clasificación hacía a Asterostemma un género parafilético, lo que llevó a los autores de la descripción de Boreostemma a incluir las especies del norte de Sudamérica en el nuevo género, mientras que Asterostemma quedaba reducido a su especie original A. depressa de Argentina. Esta nueva clasificación mostró que la subfamilia Glyptodontinae probablemente no evolucionó a partir de los gliptodontes de las subfamilias Propalaehoplophorinae o Hoplophorinae en el sur del continente durante el Plioceno, sino que más bien apareció en el norte de Sudamérica a mediados del Mioceno y luego avanzó hacia al sur aprovechando los cambios climáticos que favorecieron los ambientes de sabanas y que serían característicos poco después, cuando se produjo el Gran Intercambio Biótico Americano.

## Especies conocidas
- B. venezolensis: Primera especie que fue descrita de restos de mediados del Mioceno, en la formación Santa Inés de Venezuela, y asignada originalmente a Asterostemma.[2]
- B. gigantea: Esta especie fue hallada en Colombia, en el yacimiento fosilífero de La Venta (formación Villavieja), de mediados del Mioceno, caracterizada por su tamaño (comparable al actual armadillo gigante), sus osteodermos más convexos y su mayor complejidad en el segundo diente molariforme.[3]
- B. acostae: Otra especie del área de La Venta, menor que la anterior, y que fue asignada a Asterostemma sólo de manera provisional, hasta nuevo reconocimiento genérico.[4]
- B. pliocena: La especie tipo del género, es la más reciente, tanto en términos de cronología geológica (Plioceno) como de publicación de su descripción (2008). Hasta su descubrimiento en Venezuela, en la zona de Urumaco, los primeros Glyptodontinae que se habían descubierto habían aparecido en depósitos de fines del Mioceno-principios del Plioceno de Argentina (ver Glyptodontidium tuberifer).